# European Community Championship 1996
L'European Community Championship 1996  stato un torneo di tennis giocato sul sintetico indoor. È stata la 14ª edizione dell'European Community Championship, che fa parte della categoria Championship Series nell'ambito dell'ATP Tour 1996. Il torneo si è giocato ad Anversa in Belgio, dal 19 al 25 febbraio 1996.

## Campioni

### Singolare maschile
Michael Stich ha battuto in finale  Goran Ivanišević con il punteggio di 6–3, 6–2, 7–6(5).

### Doppio maschile
Jonas Björkman /  Nicklas Kulti hanno battuto in finale  Menno Oosting /  Evgenij Kafel'nikov con il punteggio di 6–4, 6–4.